# テッサ・アレン
テッサ・アレン(Tessa Allen、1996年8月7日－)は、アメリカ合衆国の女優。

## 経歴
「イナフ」でグレイシーの役を演じて映画デビューする。ジェニファー・ロペスの娘役だった。この映画に出演する以前には、コマーシャルに多数出演している。最初のCM出演時はまだ4ヶ月で、メイタグのコマーシャルだった。その後いくつものCMに出演するが、その中には非常に人気のあったマクドナルドのハッピー・ミール「ザ・ティガー・ムービー」も含まれている。このCMは3週間にわたって放映され、当時のマクドナルドのCMとしては最も長い期間放映されたCMだった。
「イナフ」を撮り終えた後、すぐにNBC放送の金曜夜のファミリードラマ、「プロヴィデンス」にハナ・ハンセン役で出演することが決まった。このドラマは2001年に始まり2002年12月で終了となった。アレンはハナ・ハンセン役を演じる三人目の子役であり、双子の役でない役柄を演じる最初の子役となった。「プロヴィデンス」で共演していたメリナ・カナカレデスとセス・ピーターソンは、「アレンが皆の注目を集めるのは容易なことだった。風変わりな服、完璧な間の取り方、彼女の可愛らしさ、こうした要素を備えていて、カメラはいつもあの子を追いかけていたから」。
「プロヴィデンス」の終了後、アレンは再び多数のCMに出演する。ジフ・ピーナツ・バターの「お泊まりパーティ」と呼ばれたCMは、2005年も押し詰まってようやく放映され、翌2006年にも視聴することができた。次にアレンがテレビでゲストとして番組に出演したのは「CSI:マイアミ」で、シーズン1の最終話に、エマ・ケイという変質者に誘拐された女の子の役として出演した。この回は2003年5月に放映された。
アレンは引き続きCMに多数出演するが、2004年2月、「ジェネラル・ホスピタル」にモリー・ファレル役で出演、弟と一緒にホテルで火事に遭遇し閉じ込められてしまう女の子の役を演じている。この役の後、ルーク＆ローラ・スペンサーの娘レズリー・ルー・スペンサー（ルル・スペンサー）の子供時代を演じている。そこかしこで小さい頃のルル・スペンサーが登場するのだが、レズリーお婆ちゃんと一緒に出てくることが多い。2005年秋には「高速で歳を取るルル」を演じるためにジュリー・マリー・バーマンが役を引き継いだので、アレンは「ジェネラル・ホスピタル」への出演を終えている。
「ジェネラル・ホスピタル」に出演していた当時、アレンは「168フィルム・プロジェクト」に出品された短編映画「ジェリコの壁」にも出演している。この映画の中で、以前ジフのCMでアレンの母親役を務めたカレン・ジェラティーと再び共演し、親子の役を演じている。撮影終了後、カレンは「以前からCMや短編映画の撮影で多くの子供達と一緒に仕事をしてきたけど、誰もテッサにかなわないわね。テッサと一緒に撮影するのは好きよ。だから『ハートビート』でまた一緒にやることになっているの」と述べている。この短編映画「ジェリコ」では、アレンはエミリー役で出演しているが、最優秀助演女優賞候補に指名された。
ルル・スペンサーとしての出演の終了後もCMへの出演は続いており、その中でもマス・ミューチュアルのCMは2006年と2007年のそれぞれの年の全米テニスオープンの期間に放映された。2006年には、初めて劇場での公演に出演、2007年初頭には「シンデレラ」に意地の悪い義姉、アナスタシアの役で出演している。また、新たに短編映画にも出演している。南カリフォルニア大学映画技術学校の卒業制作の際に作られた「オープン・ハウス」と名付けられた作品で、主人公の若い頃を演じている。2007年3月には、ドリトスのCMに出演している。このCMはロックバンド、ブラック・アイド・ピーズを前面に出したものとなっている。2007年10月には、南カリフォルニア大学映画技術学校の新たな卒業制作作品「サニー・デイズ」に出演、崩壊しつつある家族と共に旅に出る主人公を演じている。「サニー・デイズ（現在はリトル・キャニオンと改題された）」はカリフォルニア大学ロサンゼルス校の監督特別賞を受賞している。2008年5月には学生制作の映画「彼女が倒れたその瞬間」に主人公役で出演している。父と娘が、父にとっての妻、娘にとっての母親を失った悲しみとどのように折り合いを付けていくのか、そしてどのように新しい生活を始めていくのか、こうした内容を描いたものだった。
アレンはカリフォルニア州マンハッタン・ビーチの生まれ。三人の姉、マディソン、ジーン、アデリーヌがいる。姉達は皆過去俳優として出演した経歴を持つ。

## 参照
- http://www.tessa-allen.com